# Byambasuren Davaa
Byambasuren Davaa, właśc. Dawaagijn Bjambsüren, mong. Даваагийн Бямбасүрэн (ur. 1971 w Ułan Bator) – mongolska reżyserka, scenarzystka i producentka filmowa, na stałe mieszkająca w Niemczech.

## Życiorys
W latach 1995–1998 studiowała w Akademii Filmowej w stolicy Mongolii, Ułan Bator. W 1998 roku rozpoczęła pracę jako asystent reżysera w mongolskiej telewizji państwowej. Dwa lata później przeniosła się do Europy, a dokładnie do Monachium, by studiować na Hochschule für Fernsehen und Film München.
Jej film dokumentalny Opowieść o płaczącym wielbłądzie (2003), nakręcony wspólnie z Luigim Falornim, był nominowany do Europejskiej Nagrody Filmowej i Oscara za najlepszy pełnometrażowy film dokumentalny podczas 77. ceremonii wręczenia tych nagród.

## Wybrana filmografia
- Opowieść o płaczącym wielbłądzie (2003)
- Jaskinia żółtego psa (2005)
- Dwa konie Czyngis-chana (2009)